# ديانت تي في
ديانت تي في (بالتركية: Diyanet TV)‏ هي قناة تركية إسلامية تملكهة رئاسة الشؤون الدينية التركية وتي آر تي تأسست القناة عام 2012 وفي عام 2012 في شهر رمضان بدأت القناة بثها التجريبي وبثت بالتناوب مع قناة تي آرتي الأناضول لمدة عام وفي شهر رمضان عام 2013 غيرت القناة شعارها وبدأت بالبث على مدار 24 ساعة في اليوم وبعد أن بدأت القناة في البث تم أنهاء بثها على قناة تي آر تي الأناضول وفي اليوم نفسه تم إطلاق راديو ديانت. وفي 4 أبريل 2018 أصبحت القناة تبث بث عالي الدقة وفي 7 أغسطس 2018 توقفت شراكة القناة مع تي آر تي.

## وصلات خارجية
- قناة ديانت على يوتيوب
- قناة ديانت على تويتر